# Турро

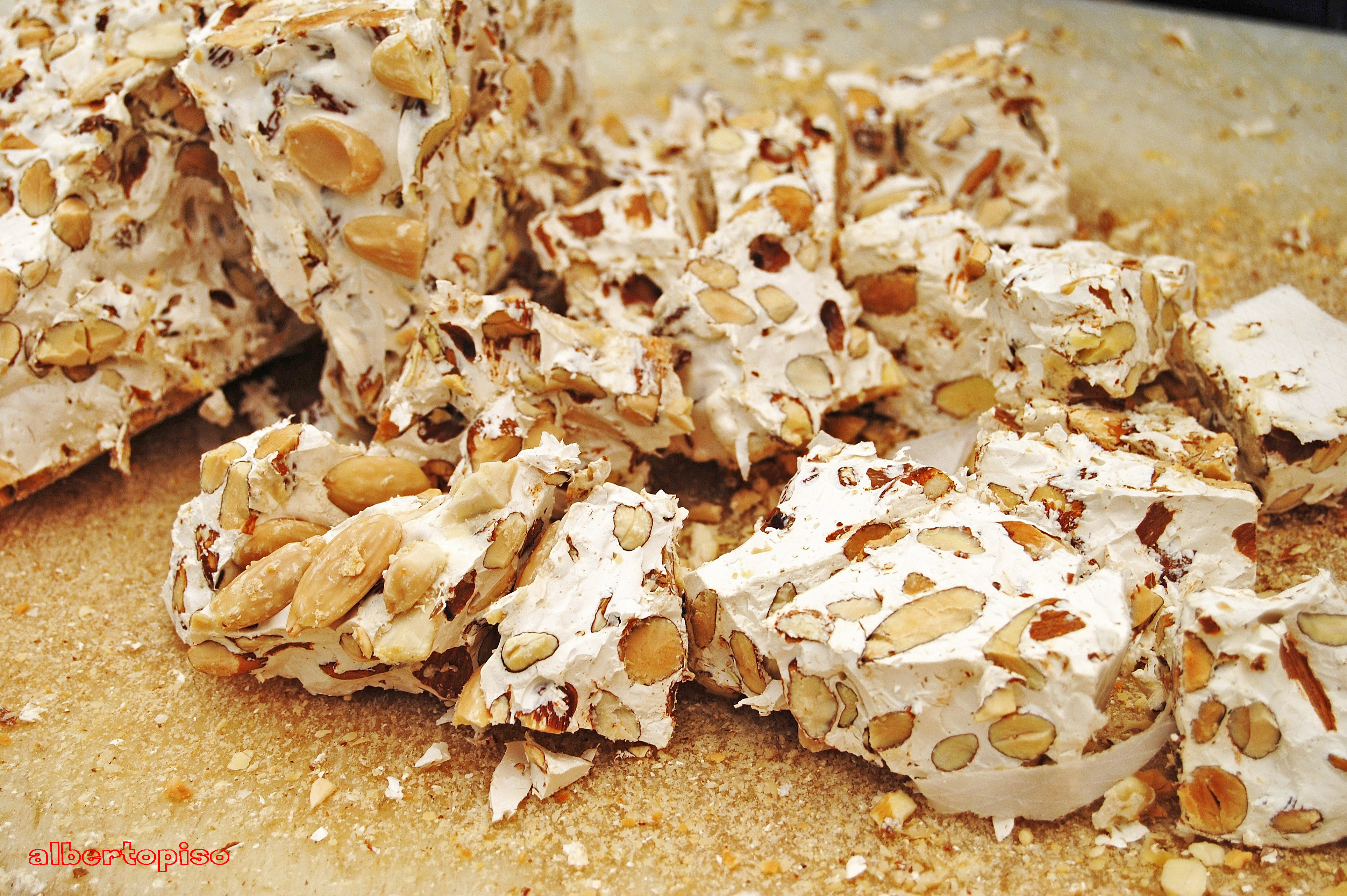

Турро́ або торро́ (кат. torró, вимова літературною каталанською [tu'ro], у Валенсії вимовляється [to'ro])-, турро́н (ісп. turrón). Це типова страва іспанської кухні, зокрема валенсійської кухні.
Турро є десертом арабського походження, він робиться з меду, мигдалю та яєць, дещо схожий на турецький рахат-лукум. В Іспанії та Латинській Америці поширився з кумарки Алакант на півдні Автономної області Валенсія. 
Назви іншими мовами: італ. torrone — «торро́не», фр. nougat, touron — «нуґа́, туро́н», нім. türkischer Honig — «тюркішер хонік, турецький мед», порт. torrão de Alicante або terrum — «турро́н де Аліканте, терру́н», у Бразилії — Mandolate — «мандула́те».